# Lê Lợi, thành phố Hưng Yên
Lê Lợi là một phường thuộc thành phố Hưng Yên, tỉnh Hưng Yên, Việt Nam.

## Địa lý
Phường Lê Lợi có vị trí địa lý:
- Phía đông giáp xã Liên Phương
- Phía tây giáp phường Minh Khai
- Phía nam giáp phường Hồng Châu
- Phía bắc giáp phường Hiến Nam.

Phường Lê Lợi có diện tích 1,43 km², dân số năm 2022 là 18.564 người, mật độ dân số đạt 12.981 người/km².

## Lịch sử
Sau năm 1975, Lê Lợi là một phường thuộc thị xã Hưng Yên.
Ngày 24 tháng 2 năm 1997, Chính phủ ban hành Nghị định 17-CP về việc thành lập phường Quang Trung trên cơ sở 48,28 ha diện tích tự nhiên và 7.959 nhân khẩu của phường Lê Lợi.
Sau khi điều chỉnh địa giới hành chính, phường Lê Lợi còn lại 40,82 ha diện tích tự nhiên và 5.006 nhân khẩu.
Ngày 23 tháng 9 năm 2003, Chính phủ ban hành Nghị định 108/2003/NĐ-CP về việc:
- Điều chỉnh 48,76 ha diện tích tự nhiên và 1.565 nhân khẩu của phường Hiến Nam về phường Lê Lợi quản lý.
- Điều chỉnh 1,40 ha diện tích tự nhiên và 240 nhân khẩu của phường Lê Lợi về phường Hiến Nam quản lý.
- Điều chỉnh 0,46 ha diện tích tự nhiên và 40 nhân khẩu của phường Lê Lợi về phường Quang Trung quản lý.
- Điều chỉnh 1,0 ha diện tích tự nhiên và 120 nhân khẩu của phường Hồng Châu về phường Quang Trung quản lý.

Sau khi điều chỉnh địa giới hành chính:
- Phường Lê Lợi có 94,20 ha diện tích tự nhiên và 6.440 nhân khẩu.
- Phường Quang Trung có 44,58 ha diện tích tự nhiên và 8.141 nhân khẩu.

Ngày 19 tháng 1 năm 2009, Thủ tướng Chính phủ ban hành Nghị định 04/NĐ-CP về việc thành lập thành phố Hưng Yên thuộc tỉnh Hưng Yên. Phường Lê Lợi và phường Quang Trung trực thuộc thành phố Hưng Yên.
Ngày 24 tháng 10 năm 2024, Ủy ban Thường vụ Quốc hội ban hành Nghị quyết số 1248/NQ-UBTVQH15 về việc sắp xếp đơn vị hành chính cấp xã của tỉnh Hưng Yên giai đoạn 2023 – 2025 (nghị quyết có hiệu lực từ ngày 1 tháng 12 năm 2024). Theo đó, sáp nhập toàn bộ 0,44 km² diện tích tự nhiên, quy mô dân số là 9.336 người của phường Quang Trung vào phường Lê Lợi.
Phường Lê Lợi có 1,43 km² diện tích tự nhiên và quy mô dân số là 18.564 người.